# Shakers
Shakers från engelskans shake (skaka) är en särpräglad asketisk protestantisk frikyrkorörelse eller sekt som ursprungligen uppstod i England. År 1716 ska några franska botpredikanter under inflytande av kväkare och franska hugenotter på flykt ha predikat världens undergång. Shakers fick sitt namn eftersom de under sina böner kom i skakningar eller extatiska tillstånd.
År 1758 anslöts sig Ann Lee till rörelsen. Ann Lee blev shakers andliga ledare och profet som föregav att hon fått gudomlig uppenbarelse. Ann Lee och hennes trosfränder var invecklade i flera rättsliga processer, varefter de 1774 beslöt att utvandra till USA. Ann Lee och åtta trosfränder anlände till New York den 6 augusti samma år. Trots att medlemmarna vid ankomsten vägrade svära eden och att de var inblandade i flera rättsprocesser, tillväxte skaran.
Moder Ann Lee som hon kallades, förklarade sig odödlig med ny uppenbarelse av Kristus. 
The believers in Christ second appearing (de, som tro på Kristi andra återfödelse)
Deras lära antar sexuell dualism hos Gud, uppenbarad i Jesus och moder Ann. Celibat fordrades, likaså kristlig kommunism och tro på Kristi andra återkommande. År 1776 köpte de mark i Watervliet i delstaten New York, och grundade där ett samhälle. De grundade fram till mitten av 1800-talet ett flertal blomstrande samhällen, bland annat i Kentucky, Indiana, Ohio, New York, Maine, New Hampshire, Connecticut, Massachusetts.
Eftersom shakers levde i celibat kunde rörelsen bara fortleva genom nyrekrytering. Det förekom att shakers adopterade föräldralösa barn, men det förbjöds 1960. Under 1900-talet var det färre och färre som anslöt sig, och i dag finns det bara några enstaka shakers kvar. 2017 var de två till antalet, bosatta i Sabbathday Lake i Maine.

## Shakerstil
Kraven på enkelhet, renhet, perfektion och hög konstnärlig samt hantverksmässig kvalitet påverkade formen hos de möbler och bruksföremål som rörelsens medlemmar tillverkade för eget bruk och till försäljning.

## Shakers uppfinningar och förbättring av teknik för maskiner och redskap
Shakers har vid tiden gjort flera uppfinningar och förbättringar av ett flertal dåtidens maskiner eller andra redskap för hushållet och jordbruket eller för träbearbetning. Att använda cirkelsågen, som var utställd på världsutställningen i Philadelphia 1876, var shakers de första i USA att göra, och de utförde flera förbättringar av denna maskin. För jordbruket har följande maskiner utvecklats av shakers: tröskverk, gödselspridare, och en roterande harv.
För träbearbetning har också flera maskiner tillverkats eller förbättrats. Shakers har konstruerat en maskin för spåntillverkning samt en maskin för flätning av spånkorgar. Shakers förbättrade också svarven och uppfann en maskin för att sortera strå till sin typ av sopborste.
Till hushållet uppfann de tvättklämman, förbättrade tvättmaskinen samt tillverkade en apparat för att kärna ur äpplen. En maskinell garnvinda för siden samt en maskin för mönsterkort för att väva jacquardmönster. För kryddor och fröer tillverkade shakers en maskin för att fylla upp påsar, samt en tryckpress för texten på dessa påsar. Shakers har varit innovatörer eller förbättrat ytterligare maskiner eller dess utrustning och redskap.

## Shakerssamhällen efter årtal samt vilket år dessa upphörde.
- 1787 Watervliet, NY. Upplöstes 1938.
- 1787 Mount Lebanon, NY. Upplöstes 1947. Här är nu ett shakermuseum.
- 1790 Hancock, Mass. Upplöstes 1960.
- 1791 Harvard, Mass. Upplöstes år 1919.
- 1792 Enfield, Conn. Upplöstes år 1917.
- 1792 Tyringham, Mass. Upplöstes 1875.
- 1792 Canterbury, NH. Upplöstes 1992. Här är nu ett shakermuseum.
- 1793 Alfred, ME. Upplöstes år 1931.
- 1793 Enfield, NH. Upplöstes år 1918.
- 1793 Sabbathday Lake, ME. Fortfarande 2017, här lever de två sista shakers.
- 1793 Shirley, Mass. Upplöstes 1908.
- 1810 West Union (Busro), Ind. Upplöstes 1827.
- 1811 South Union, KY. Upplöstes 1922.
- 1812 Union Village, O. Upplöstes 1910.
- 1813 Watervliet, O. Upplöstes 1900.
- 1814 Pleasant Hill, KY. Upplöstes 1910. Här är nu ett shakermuseum.
- 1824 Whitewater, O. Upplöstes 1907.
- 1826 Groveland, N.Y. Upplöstes 1892.
- 1826 North Union, O. Upplöstes 1889.

### Webbkällor
- Shakers i Nordisk familjebok (andra upplagan, 1917)